# فخاريات كتابية سامانية

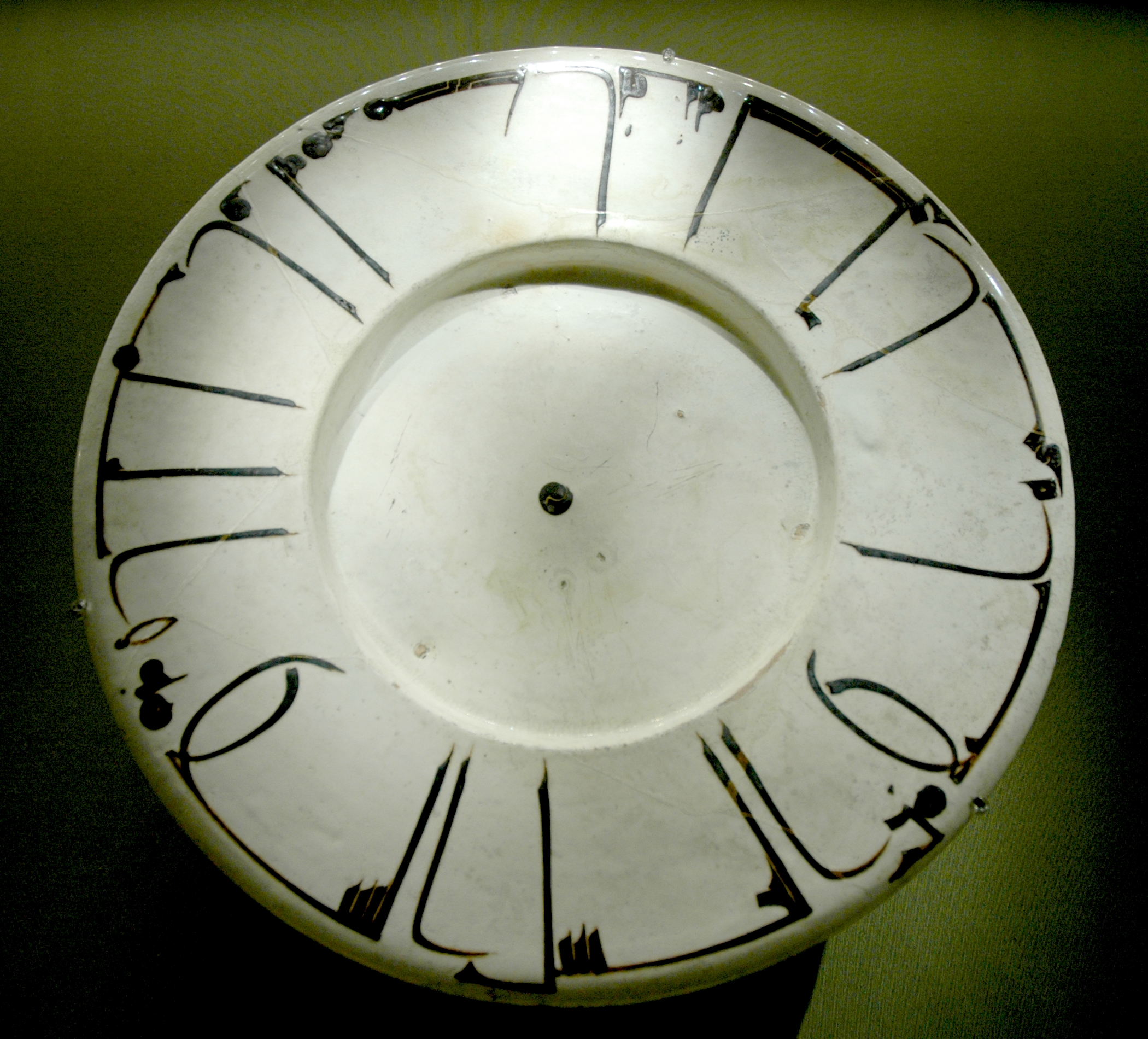
طبق كتابي ساماني

الفخاريات الكتابية السامانية هي فئة مميزة من الخزف المصنوع في آسيا الوسطى خلال القرنين التاسع والحادي عشر، وهي إسلامية إيرانية. تتميز الخزفيات بالنقوش الخطية المرسومة حول حافة الخزف، وتتميز بدقة وجرأة الأسلوب الخطي. تُعد الكتابات السامانية أول مثال على الزخارف الخطية على الفخار، وغالبًا ما تُرى على الأطباق والأوعية الكبيرة المستخدمة في التجمعات ولكن يمكن أيضًا العثور عليها على الأباريق أو الجرار.

## السياق التاريخي

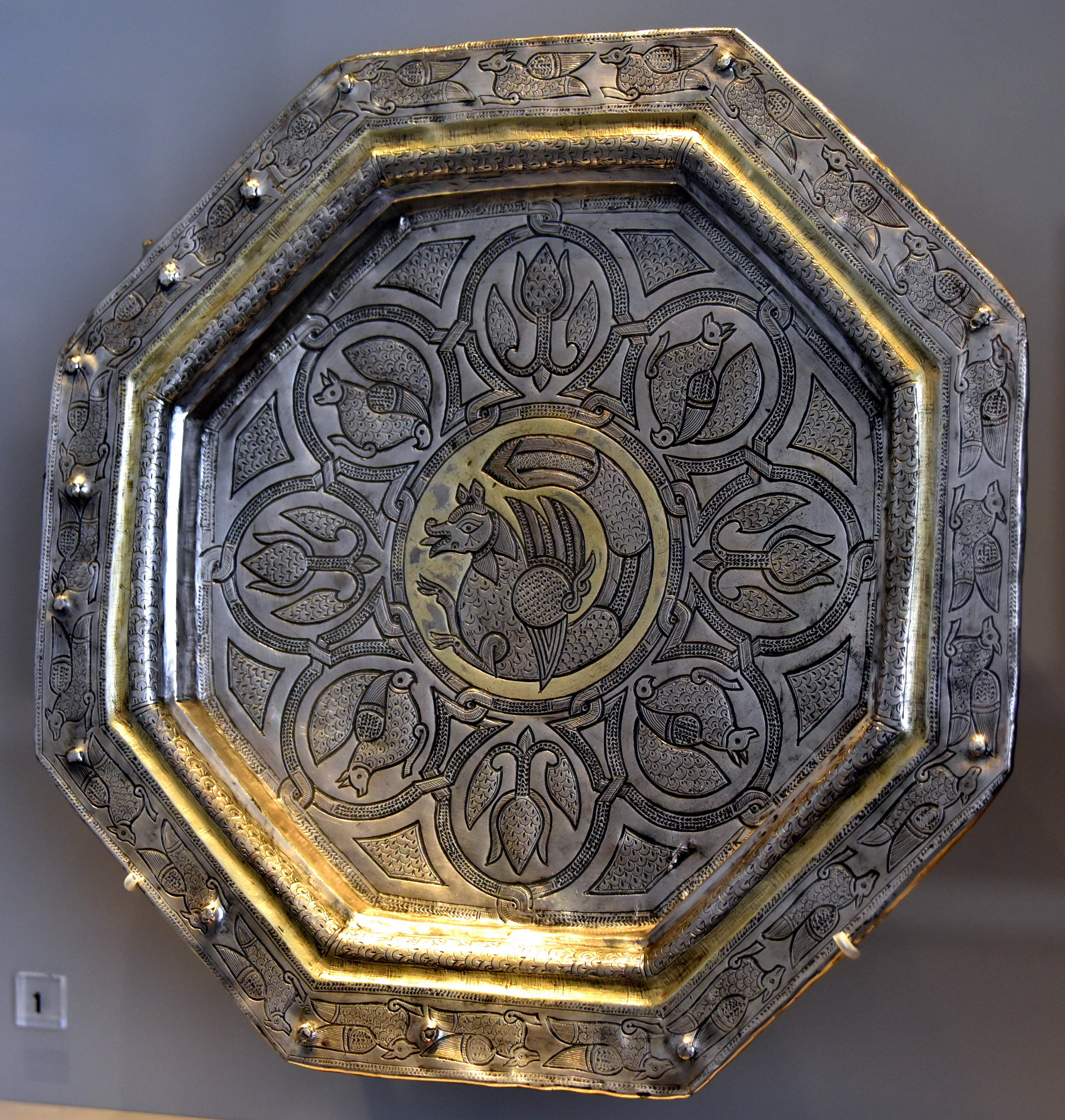
الصورة 1. طبق سنمورف، من النوع الساماني، أُنتج بين القرن التاسع والعاشر

كانت سلالة السامانيين من أصل دهقاني إيراني وبررت صعودهم إلى السلطة من خلال ادعاءات النسب إلى عائلة مهران من بهرام جوبين.  كان هذا الادعاء مفيدًا بشكل خاص في تعزيز استخدام اللغة الفارسية وتطويرها من خلال رعاية الشعراء والمغنين. ونظرًا لأن الأسرة كانت إسلامية، فقد كانت هذه العملية مهمة أيضًا لأنها بددت فكرة ارتباط الإسلام بالعرق العربي، وبالتالي فتحه كدين عالمي، حيث كان السامانيون أول حكام مسلمين غير عرب، وقد أدّى تمسكهم بالإسلام في الحُكم إلى توطيد الإسلام دينًا لجميع شعوب الهضبة الإيرانية وآسيا الوسطى والعالم.

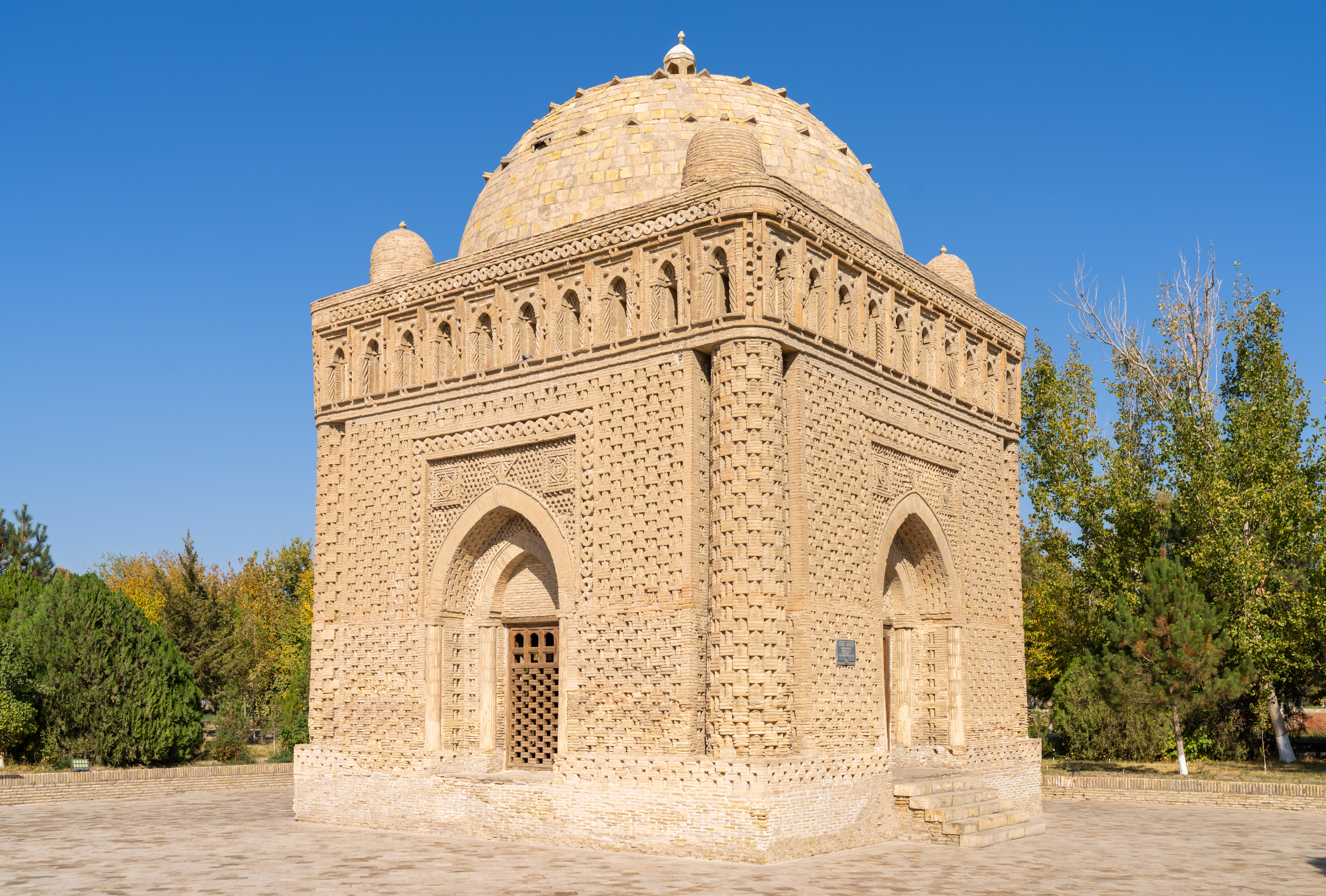
الصورة 2. الضريح الساماني في بخارى

على الرغم من أن السلالة معروفة جيدًا بخزفها، إلا أنه يمكن استنتاج ارتباطها بالثقافات المحيطة وحتى السابقة من خلال منتجات أخرى من ثقافتها البصرية بما في ذلك المنسوجات والفضة والهندسة المعمارية. تستمد المنسوجات السامانية إلهامها من الحرير الساساني والصغدي مع حدودها اللؤلؤية وصور الطيور والحيوانات الأخرى التي تواجه بعضها البعض، وغالبًا ما تحمل أو ترتدي القلائد والأوشحة. وبالمثل، تظهر الأواني الفضية والعمارة التأثيرات الساسانية، الأولى في تقنيات التصنيع والزخارف، والثانية في كيفية بناء أشهر مباني السلالة، وهو ضريح في بخارى، حيث يحتوي على لآلئ تبطن الجزء الداخلي منه بالإضافة إلى مشتق من الأقواس الأربعة التي شوهدت في معابد النار الزرادشتية في إيران الساسانية، وهو تيار زخرفي آخر حينئذٍ مُعاكس لتيار التصوير في المباني الأموية المتأثرة بالعمارة البيزنطية المسيحية مثل الجامع الأموي.

## الإنتاج

### الموقع
نظرًا لأن الأواني السامانية المكتوبة هي أول الأمثلة على الخزف الذي يحتوي على نقوش خطية، فإن العديد من العلماء يعزون التأثير إلى أسلوب أشرطة النقوش المعدنية. على الرغم من أن تصنيع هذه الخزفيات يعتمد على أساليب الفخار من الخزف العراقي والفخار الصيني، فإن الزخارف بالكتابة العربية كانت جديدة تمامًا لإنتاج الفخار خلال هذا الوقت. يمكن إرجاع تاريخ هذه الأواني الفخارية إلى بعض المدن الإيرانية وقتئذٍ مثل نيسابور وسمرقند ومدن سامانية أخرى. كان إنتاج الفخاريات السامانيية المنقوشة أمرًا شائعًا في هذه المواقع، ولا تزال هذه القطع الأثرية منتشرة على نطاق واسع إلى حد ما حتى يومنا هذا. يمكن العثور عليها في جميع أنحاء العالم في مجموعات الفن الإسلامي في متحف المتروبوليتان، ومتحف اللوفر، والمتحف البريطاني، والعديد من المتاحف الأخرى.

### الطُرق
تمت عملية إنتاج الفخاريات الكتابية على عدة خطوات. أولًا، كان لا بد من تنقية الطين من الرواسب المحلية. بعد ذلك، قام الخزاف بتشكيل الطين إلى شكله النهائي. كان هذا في أغلب الأحيان عبارة عن طبق مسطح أو وعاء ذو جوانب متوهجة. ثم يُجفف الطبق حتى يصل إلى درجة صلابة الجلد حتى يمكن تنفيذ العمل التفصيلي بالسكين قبل أن يجف تمامًا. بمجرد أن يجف تمامًا، يمكن إضافة الانزلاق والخط. تُصنع الطبقة البيضاء التي تغطي الفخار من صبغة طينية بيضاء مخففة، ولكن أكثر الألوان شيوعًا كانت سوداء أو أرجوانية أو حمراء، مصنوعة من المنغنيز أو الحديد. أُضيف الخط بشكل أساسي كعنصر زخرفي، على الرغم من أن النقوش واضحة دائمًا وفي بعض الأحيان يمكن أن تكون العناصر الزخرفية للرسام مضحكة للغاية. وأخيرًا، تُلمّع الأواني الفخارية وتُسخّن، عادةً عند درجة حرارة تتراوح بين 850 و900 درجة مئوية. °م. ومن المرجح أن العملية برمتها لا يتمها شخص واحد، بل إن العديد من الفنانين المتخصصين في مجالات مختلفة يساهمون في إنشاء طبق واحد.

## الاستخدامات
يُعتقد أن الأواني الكتابية السامانية كانت تُستخدم في التجمعات الاجتماعية ذات الاهتمامات الفكرية المحددة والتي تُسمى المجلس في الثقافة الإسلامية. يشير الحجم الكبير للأطباق إلى أن الأواني الخزفية صُممت للاستخدام الجماعي، لتناول الطعام وغسل اليدين قبل الوجبة. تُزين الحافة العريضة للوحة بموضوعات أخلاقية اُختيرَت حتى يتمكن العلماء المتعلمون تعليمًا عاليًا من تحديد محتوى النقوش وتقديره، وتمييز أنفسهم كأعضاء فاضلين في الطبقة الاجتماعية. وبما أن وظيفتها الأساسية هي أن تكون حاويات للطعام، فإن تقاسم وجبة على طبق يحمل أقوالًا محفورة كان بمثابة تجسيد مادي لتبادل قواعد السلوك الفاضلة.

## الخط والمحتوى
تعتبر الفخاريات السامانية التي تحمل النصوص من بين أهم اتجاهات السامانيين ليس فقط بسبب محتوى النقوش (الدعاء والأمثال وما إلى ذلك)، ولكن أيضًا بسبب الخط الكوفي المزخرف الذي تزينه.
لفهم المزيد عن الآثار الكتابية السامانية، طُبق علم تحليل خط اليد على الكؤوس والأوعية التي تعود إلى العصر الساماني والتي تحمل نقوشًا كوفية. طُبقَت ثلاثة مبادئ رئيسة لعلم الخطوط على هذه الفخاريات لفهم المساحة الرمزية للنقوش السامانية بشكل أفضل: الضربة، والحركة، والمنطقة.

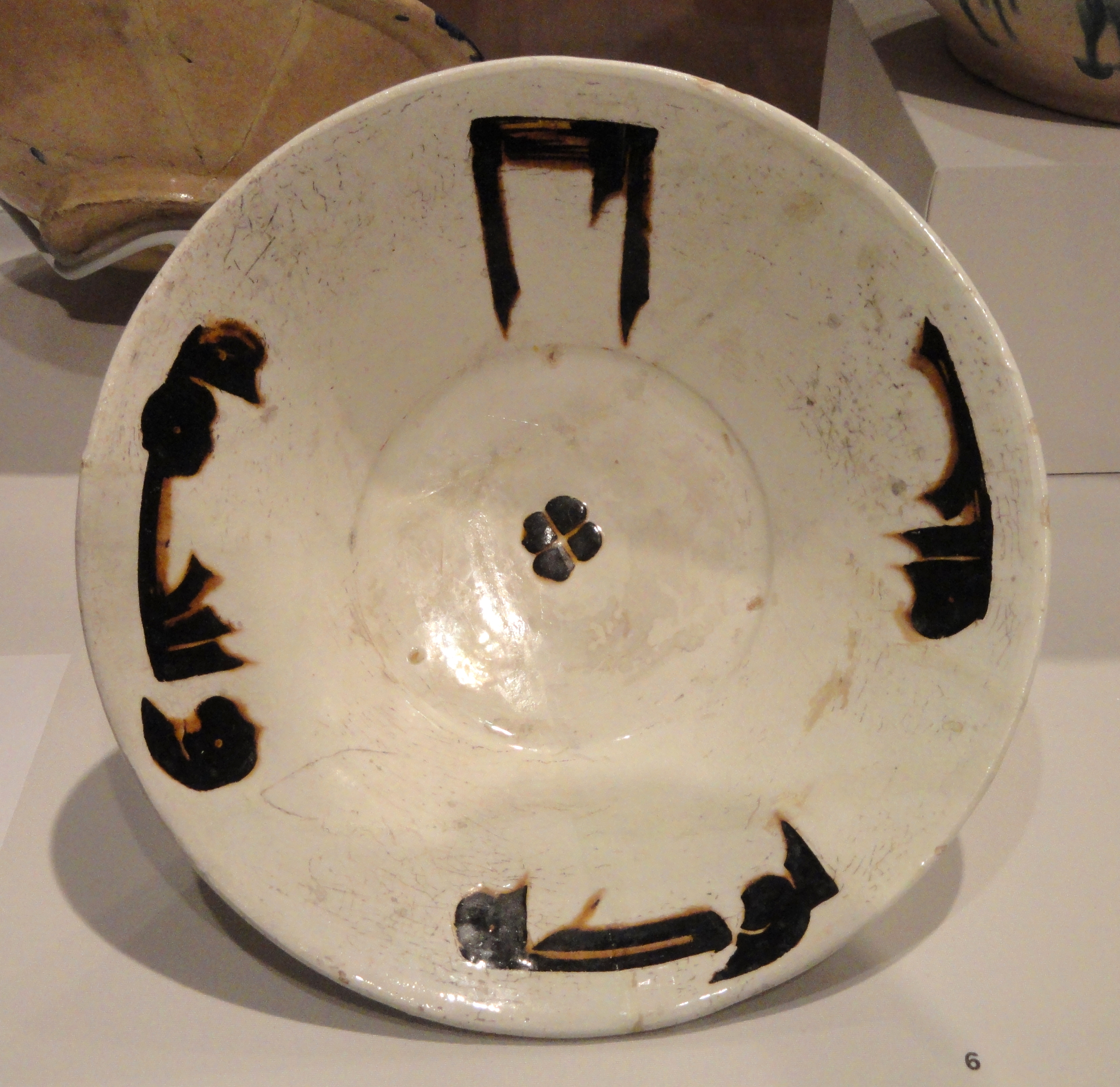
الصورة 3. وعاء ساماني، من شرق إيران أو آسيا الوسطى، يعود لحوالي 850-1000. وهو من الفخار، ومطلي بطبقة شفافة من الطلاء، ارتفاعه 6.5 سم (الحد الأقصى). وقطره 20.7 سم؛ أما قطر القاعدة فهو 8.8سم. محفوظ في متحف آرثر م. ساكلر، وهو هدية من جون جوليت، 1979.375

يشكل المبدأ الأول، وهو الخط، الأساس لنمط الكتابة الكوفية على الفخار الساماني؛ وهو يتألف من خطوط عمودية وأفقية وقطرية. ترتبط هذه الضربات بتكوين "صورة الكتابة" أو الشخصية الشاملة. على غرار مفهوم "الخط المتناسب" في مبادئ الخط الكوفي أو "الجوهر" في العلوم السامانية، فإن الضربات ضرورية لوجود شكل الحرف. تحدد موسوعة ابن سينا المنطقية ثلاثة شروط لفهم الكلي الذاتي وجزئياته، مع التركيز على دور الضربات في إعطاء المعنى للأشكال الحرفية.
يؤكد مبدأ الحركة أن الكتابة عملية ديناميكية وغير ثابتة. في الكتابة الكوفية على الفخار الساماني، ترمز الحركة نحو اليمين إلى "الماضي"، والحركة نحو اليسار إلى "المستقبل"، والضربات الرأسية تدل على "الحاضر". ويشير معصوم زاده إلى أن النمط الكوفي الزخرفي المستمر على الفخاريات السامانية ربما يحتوي على معاني ضمنية حول الوقت في العصر الساماني.
وأخيرًا، يفسر مبدأ "المنطقة" الوضع الرأسي لأشكال الحروف، على غرار الخطوط الأساسية للخط الكوفي. يقسم مساحة الكتابة إلى مناطق عليا ومتوسطة وسفلية، مما يعكس العلاقة بين الفكر والعاطفة والمادية.

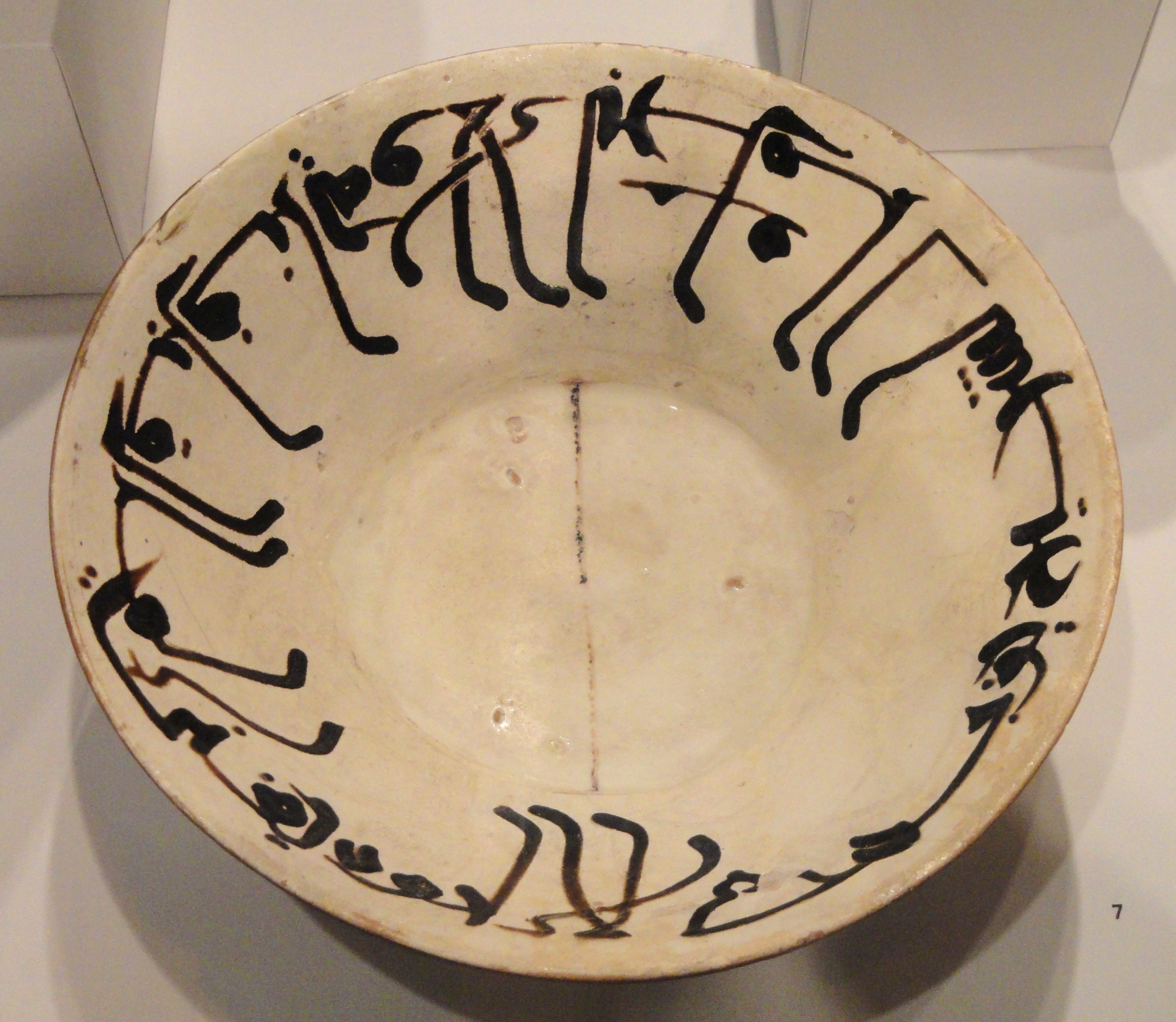
الصورة 4. فخر يعود للمسؤولين السامانيين، على الأغلب من نيسابور، في إيران، وهو من حوالي. 850-1000 م. الفخار مطلي بطبقة شفافة من الطلاء، والارتفاع 7.3 سم (الحد الأقصى). والقطر. 25 سم؛ وقطر القاعدة. 11.4 سم. محفوظ في متحف آرثر م. ساكلر، وهو هدية من جون جوليت، 1958.22

محتوى هذه النقوش، كلها باللغة العربية، ينقسم النص إلى فئتين رئيستين: الأمثال وتعبيرات التمنيات الطيبة. يمثل وعاء ساماني صغير من متحف آرثر م. ساكلر (الصورة 3) العديد من أنواعه التي تحمل تمنيات طيبة. تحمل العديد من الأوعية الساماني المنقوشة عبارات عامة مماثلة. ومن الأمثلة الإضافية على ذلك هذا الوعاء الخطي الساماني من متحف آغا خان.
إلى جانب النقوش التي تنقل التمنيات الطيبة، يمثل وعاء آخر من متحف آرثر م. ساكلر (الشكل 4) مثلًا يصف الكرم والسلوك الفاضل (والذي يشكل اثنين من الموضوعات الرئيسة الثلاثة الموجودة في الفخار الساماني المنقوش، كما افترض بانكار أوغلو). وهنا يحث النص على الكرم وينهى عن الطمع.
أما الموضوع الثالث من الأمثال الشعبية الموجودة في أطباق العصر الساماني فهو يتعلق بالقيم المرتبطة بالمعرفة. تصف هذه الأمثال المعرفة بأنها زينة للشخصية ومصدر للذِّكر. وتنقل الألواح الكتابية التي تحتوي على مثل هذه الأمثال رسائل مثل أن المعرفة زينة للشجعان وأن العقل تاج الذهب وغيرها.

## ملحوظات
1. ↑  ويشير بورشاريتي إلى المهرانيين باعتبارهم فرثيين فُرس،[3] في حين يشير فراي إلى بهرام تشوبان باعتباره ساسانيًا.[4]